# Русаков, Светозар Кузьмич
Светоза́р Кузьми́ч Русако́в (3 апреля 1923, Тучково, Московская область, РСФСР, СССР — 15 августа 2006, Москва, Россия) — советский и российский художник-мультипликатор, художник почтовых открыток. Член Союза художников и Союза кинематографистов.

## Биография
Родился 3 апреля 1923 года в поселке городского типа Тучково Московской области в семье революционера Кузьмы Федотовича Русакова (1883—1944), который провёл в ссылках и на царской каторге 11 лет.
Учился в средней школе и художественной студии Центрального Дома пионеров. В начале Великой Отечественной войны призван ЦК комсомола Москвы на трудфронт в район Смоленска, был контужен и ранен.
Работал в «Окнах ТАСС» Новосибирска и армейской газете «Красная звезда». С 1943 — в рядах действующей армии. Принимал участие в боях 3-го Белорусского и 2-го Украинского фронтов, сначала в пехоте, а затем арт-разведчиком Отдельного противотанкового дивизиона. Был контужен и ранен, инвалид II группы.
После демобилизации в 1946 году поступил учиться в художественно-промышленное училище имени Калинина. Окончив его с отличием, продолжал учиться на художественном факультете ВГИКа, который окончил также с отличием в 1956. Все последующие годы работал художником-постановщиком на киностудии «Союзмультфильм». С 1986 года на пенсии.
Бессменный художник-постановщик 16 серий популярного мультсериала «Ну, погоди!». Автор персонажей Волка и Зайца и героев многих других известных мультфильмов, признанных зрителями и получавших премии на Всесоюзных и международных кинофестивалях.
Скончался на 84-м году жизни 15 августа 2006 года в Москве. Похоронен в Москве на Новом Донском кладбище (колумб. 18, зал 1).

## Награды
- Лауреат Государственной премии СССР (1988 г., за работу над сериалом «Ну, погоди!»)
- Орден Славы III степени
- Орден Отечественной войны I степени
- Медаль «За боевые заслуги»
- Медаль «За взятие Кенигсберга»
- Медаль «За освобождение Праги»

## Призы
- «Шайбу, шайбу!» — На XXIII МКФ спортивных фильмов в Кортина д’Ампеццо (Италия), 1967 г.
- «Ну, погоди!» (выпуск 4) — На XXVIII МКФ спортивных фильмов в Кортина д’Ампеццо (Италия), 1972 г.

## Фильмография
- 1959 — Приключения Буратино
- 1960 — «Железные друзья»
- 1961 — МУК (Мультипликационный Крокодил) № 5
- 1961 — Фунтик и огурцы
- 1963 — Снежные дорожки
- 1964 — Шайбу! Шайбу!
- 1965 — Картина
- 1967 — Межа
- 1967 — Пророки и уроки
- 1967 — Собачий бред («Фитиль» № 54)
- 1967 — А вот и я! («Фитиль» № 58)
- 1967 — Зайкины рога («Фитиль» № 61)
- 1968 — Чёрт попутал
- 1968 — Дважды два («Фитиль» № 71)
- 1969 — Фальшивая нота
- 1969 — Ну, погоди! (выпуск 1)
- 1970 — Безответственный ответственный (Фитиль № 100)
- 1970 — Ну, погоди! (выпуск 2)
- 1970 — Холодный ветер
- 1971 — Ну, погоди! (выпуск 3)
- 1971 — Ну, погоди! (выпуск 4)
- 1972 — Ну, погоди! (выпуск 5)
- 1972 — Песня о юном барабанщике
- 1973 — Ну, погоди! (выпуск 6)
- 1973 — Ну, погоди! (выпуск 7)
- 1973 — На юг, на юг...
- 1974 — Ну, погоди! (выпуск 8)
- 1975 — На лесной тропе
- 1976 — Ну, погоди! (выпуск 9)
- 1976 — Ну, погоди! (выпуск 10)
- 1976 — Фальшивый мотив (Фитиль № 175)
- 1977 — Руками не трогать (Фитиль № 182)
- 1977 — Удивительные башмачки (Фитиль № 183)
- 1977 — Ну, погоди! (выпуск 11)
- 1978 — Ну, погоди! (выпуск 12)
- 1979 — Запрещённый приём (Фитиль № 206)
- 1979 — Каменный гость (Фитиль № 209)
- 1980 — Ну, погоди! (выпуск 13)
- 1981 — Он попался!
- 1982 — Два притопа, три прихлопа (Фитиль № 237)
- 1983 — Весёлая карусель № 14. Где обедал воробей?
- 1983 — Попался, который кусался
- 1984 — Ну, погоди! (выпуск 14)
- 1985 — Ну, погоди! (выпуск 15)
- 1986 — Ну, погоди! (выпуск 16)
- 1987 — «Чистая» работа (Фитиль № 307)

## Выставки
- Выставка «Заяц, волк и другие».[3]